# Kirche Muri bei Bern

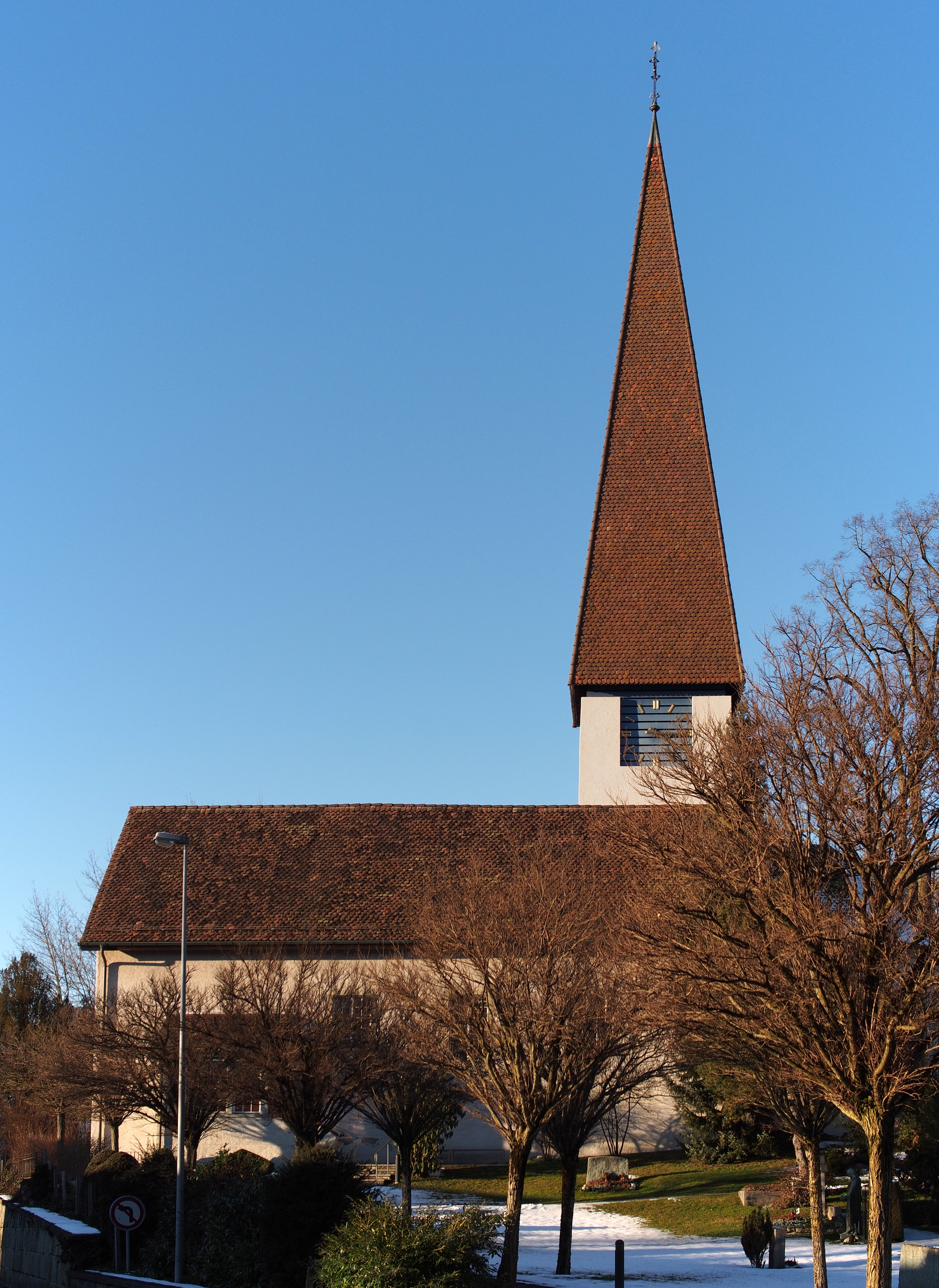
Die Kirche Muri bei Bern

Die Kirche Muri ist ein reformiertes Kirchengebäude in der Gemeinde Muri bei Bern, Kanton Bern, Schweiz. Sie liegt an der Thunstrasse unterhalb des Schlosses Muri.
Sie war ursprünglich dem Erzengel Michael geweiht, gehörte zum Dekanat Münsingen des alten Bistums Konstanz und muss sehr früh gegründet worden sein, denn schon im Jahre 1180 wird ein Leutpriester Burkhard aus Muri (Burchardus plebanus de Mure) erwähnt.
1881 wurde der alte Kirchturm abgetragen, da er infolge eines Erdbebens bedenkliche Risse erhalten hatte. «Der neue Turm», schrieb ein Zeitgenosse, «wird eine für unsere Dorfkirchentürme seltene Höhe von 150 Fuss erhalten und eine Zierde der Landschaft werden». Er wurde im neugotischen Stil gebaut. Alle Kosten des Neubaus übernahm Graf Friedrich von Pourtalès in der Villa Mettlen.
Der neugotische Baustil des Turmes bot in späteren Jahren Anlass zu Kritik. Anlässlich der Renovation der Kirche im Jahre 1960 wurde dieser Turm teilweise abgebrochen und mit dem heute stehenden Turm ummantelt. Somit sind die Reste des alten Turms im Innern noch sichtbar. Die Form des heutigen Turms wurde weitgehend von jenem der Stephanus-Kirche im Spiegel BE übernommen.
Im Herbst 2004 wurde das Innere der Kirche saniert, die Wände frisch gestrichen, mehrere Bankreihen im hinteren Teil der Kirche entfernt und die Beleuchtung modernisiert. Dabei kam auf der Nordseite des Chors der kleine Rest einer Wandmalerei aus dem 17. Jahrhundert zum Vorschein.

Ansicht 1822
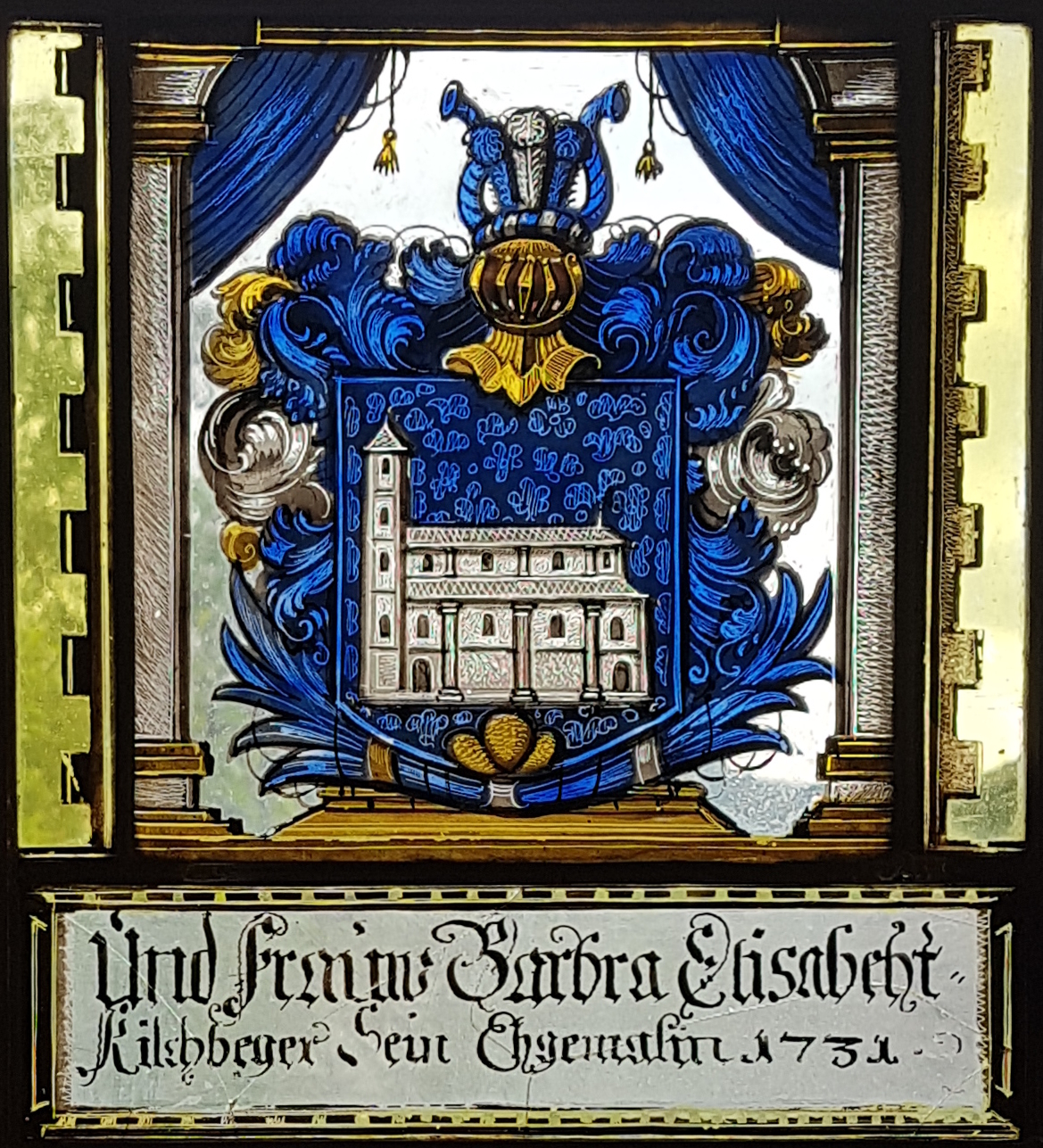
Wappenscheibe von 1731